# Дон (река у Француској)
Дон (фр. Don) је река у Француској. Дуга је 92 km. Улива се у Вилен. 